# Основные продукты питания

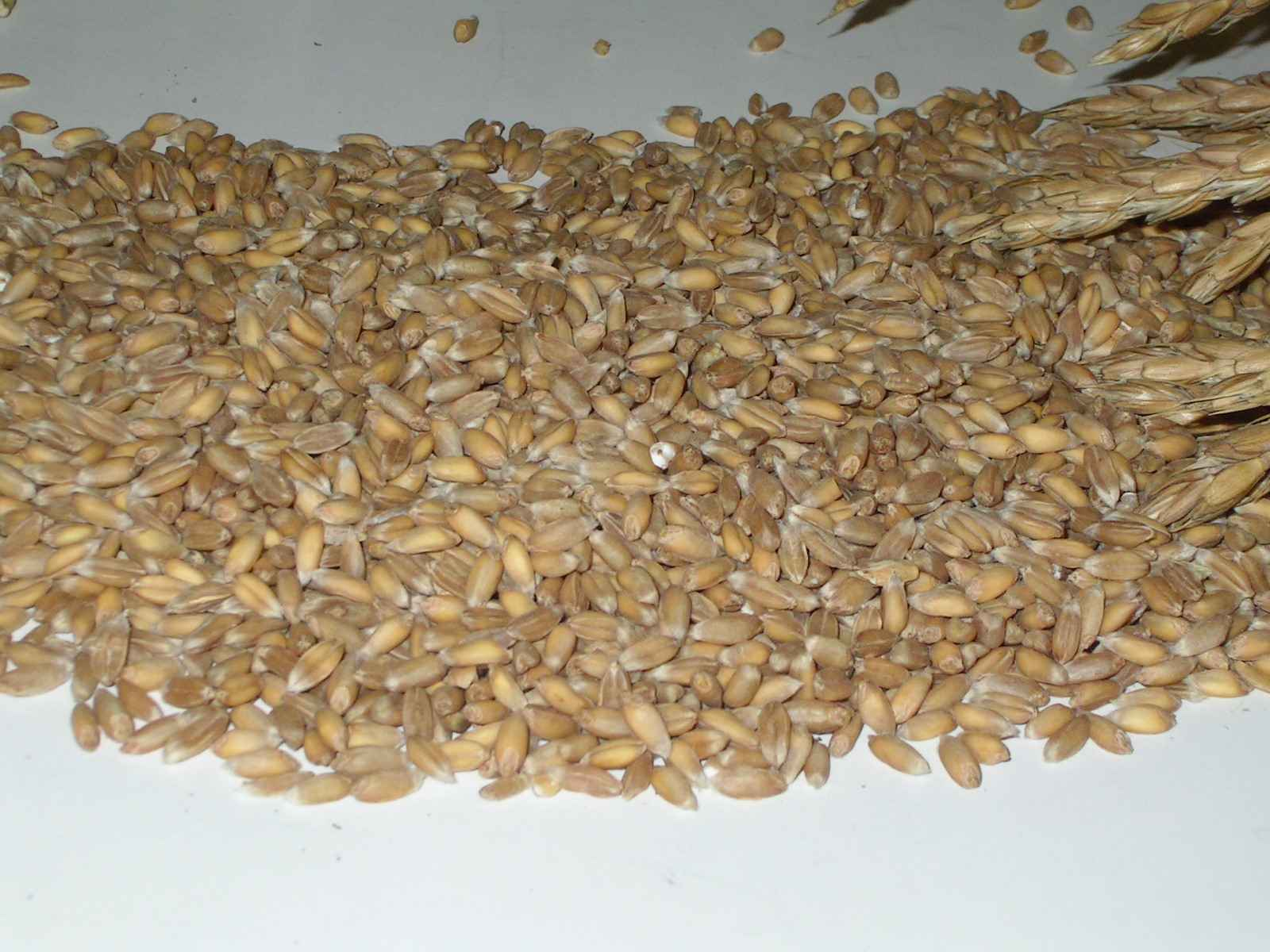
Зерно

Основными продуктами питания является пища, представляющая собой доминирующую часть питания в данной популяции. Большинство людей питается весьма ограниченным количеством основных продуктов питания.
Набор основных продуктов питания меняется в зависимости от места. Также набор основных продуктов может меняться в зависимости от сезона. Как правило, они стоят недорого и легко доступны. Кроме того, они должны содержать три основных биологически значимых элемента: углеводы, белки и жиры. Типичными примерами основных продуктов питания являются клубни или корнеплоды, птица (курица), зерновые, бобовые и другие семена. Важная характеристика любого продукта — срок его хранения. Поэтому продукты, которые можно хранить в течение длительного времени без риска порчи, очень важны во времена дефицита, засушливых сезонов или умеренно-холодной зимы.
Основными продуктами во всем мире являются в основном растительные продукты, которые являются производными зерновых, такие как пшеница, ячмень, рожь, кукуруза или рис, крахмалистые клубни или корнеплоды, такие как картофель, ямс, таро и маниок. Другие основные продукты включают в себя бобовые и фрукты, такие как плоды хлебного дерева. Основные продукты питания могут включать, в зависимости от региона, сорго, оливковое масло, кокосовое масло и сахар. Также в некоторых общинах рыбалка является основным источником питания.

## Обработка
Рис чаще всего готовят и едят как отдельные цельные зерна, но большинство других основных злаков измельчаются в муку или шрот, которые можно использовать для приготовления хлеба, лапши, макарон, каши и каш, таких как мучнистый пап. Корнеплоды можно пюрировать и использовать для приготовления кашеобразных блюд, таких как пои и фуфу. Бобовые (например, нут, из которого производится граммовая мука) и крахмалистые корнеплоды (такие как корневища канны) также могут быть превращены в муку.

## Питание
Потребляемые изолированно, основные продукты питания не обеспечивают полный спектр необходимых питательных веществ. Болезнь дефицита питательных веществ пеллагра связана с диетой, состоящей в основном из кукурузы, в то время как болезнь авитаминоз связана с диетой из рафинированного белого риса. Цинга может возникнуть в результате недостатка витамина С, также известного как аскорбиновая кислота. Один из авторов указал, что на питательную ценность некоторых основных продуктов питания негативно влияет более высокий уровень углекислого газа, как это происходит при изменении климата.